# USS Randolph (CV-15)
El USS Randolph (CV/CVA/CVS-15) fue uno de los 24 portaaviones de la Clase Essex construidos durante la Segunda Guerra Mundial para la Armada de los Estados Unidos. Fue el segundo buque de la Armada en llevar este nombre, en honor de Peyton Randolph, presidente del Primer Congreso Continental. El USS Randolph sirvió en varias campañas en el Teatro de Operaciones del Pacífico durante la Segunda Guerra Mundial, ganando tres estrellas de la batalla. Fue dado de baja poco después del final de la guerra, a principios de 1950 fue modernizado y reactivado como portaaviones de ataque (CVA), y unos años más tarde como portaaviones de apoyo para guerra antisubmarina (CVS). A principios de 1960 participó como buque de apoyo en el rescate de dos naves de las misiones espaciales del Proyectos Mercury, una de ellas fue la del vuelo orbital de John Glenn.
El USS Randolph fue puesto en grada el 10 de mayo de 1943, en los astilleros Newport News Shipbuilding Co. & Dry Dock, de Newport News, Virginia. Fue botado el 28 de junio de 1944, siendo la madrina Rose Gillette, (esposa de Guy Gillette, un Senador por el estado de Iowa). El Randolph entró en servicio el 9 de octubre de 1944, bajo el mando del capitán Felix Locke Baker.
Fue dado de baja en 1969 y vendido como chatarra en 1975.

### Buques de la clase
• USS Essex (CV-9)
• USS Yorktown (CV-10)
• USS Intrepid (CV-11)
• USS Hornet (CV-12)
• USS Franklin (CV-13)
• USS Ticonderoga (CV-14)
• USS Lexington (CV-16)
• USS Bunker Hill (CV-17)
• USS Wasp (CV-18)
• USS Hancock (CV-19)
• USS Bennington (CV-20)
• USS Boxer (CV-21)
• USS Bon Homme Richard (CV-31)
• USS Leyte (CV-32)
• USS Kearsarge (CV-33)
• USS Oriskany (CV-34)
• USS Antietam (CV-36)
• USS Princeton (CV-37)
• USS Shangri-La (CV-38)
• USS Lake Champlain (CV-39)
• USS Tarawa (CV-40)
• USS Valley Forge (CV-45)
• USS Philippine Sea (CV-47)

### Listas relacionadas
• Portaaviones de Estados Unidos
• Portaaviones por país